# Tweede Slag aan de Somme
De Tweede Slag aan de Somme werd eind de zomer van 1918 aan het Westfront uitgevochten bij de rivier de Somme. Het was de tweede in een reeks van geallieerde tegenoffensieven na de Kaiserschlacht, maakte een definitief einde aan de Duitse opmars en was het begin van het Honderddagenoffensief, dat uiteindelijk tot de wapenstilstand op 11 november zou leiden.

## Verloop
Op 15 augustus 1918 wees de Britse veldmaarschalk Douglas Haig de eis van de geallieerde opperbevelhebber, Ferdinand Foch, om het offensief bij Amiens voort te zetten, af: de opmars begon te haperen en de artillerie kon de eigen voortgang niet volgen. Haig vond het verstandiger een nieuw offensief voor te bereiden op een andere plaats. Hij koos de stad Albert uit als doel van zijn komende offensief, dat op 21 augustus zou beginnen. De aanval zou uitgevoerd worden door het Britse Derde Leger, het Amerikaanse IIe Korps inbegrepen. De Slag bij Albert verliep succesvol want de stad viel de dag erna.
De tweede aanval, ook op 21 augustus, werd gelanceerd ten noorden van de Somme. Het duwde het Duitse Tweede Leger over 55 km terug, van het zuiden van Douai naar La Fère, ten zuiden van Saint-Quentin. Op 26 augustus lanceerde het Eerste Britse Leger een aanval over de lengte van twaalf kilometer. Bapaume viel op de 29ste. Het Australische Korps stak de Somme over in de nacht van 31 augustus en versloeg de Duitsers tijdens de Slag om Mont Saint-Quentin en de slag om Péronne. De commandant van het Britse Vierde Leger, generaal Rawlinson, noemde de opmars tijdens dit offensief de grootste prestatie van de Australiërs tijdens de oorlog.
In de ochtend van 2 september kon het Canadese Korps Drocourt en Quéant innemen (westelijk van de Hindenburglinie). De Duitsers leden zware verliezen, waaronder 6.000 gevangenen. De Canadese verliezen bedroegen 5.600 man. 's Middags besloot Erich Ludendorff zijn legers achter het Canal du Nord terug te trekken. Nu waren de Duitsers teruggedreven tot achter de Hindenburglinie, waaruit zij in de lente nog hun eigen offensieven gestart hadden.
Eind september - begin oktober slaagden de geallieerden erin de Hindenburglijn te doorbreken tijdens de Slag aan het Kanaal van Saint-Quentin.
Tijdens de Slag bij Bapaume gebruikten de Canadezen de volgende strategie: ze merkten op dat het belangrijkste deel van de Duitse aanvoerlijnen parallel met de eerste linie lag. Men trachtte deze af te snijden, waardoor een goede bevoorrading van de Duitsers niet meer mogelijk zou zijn. De tactiek werkte, maar de Duitsers konden de aanvallers wel zware verliezen toebrengen.